# Chernobyl 7991
Chernobyl 7991 è il settimo album in studio del gruppo musicale italiano Area, pubblicato nel 1997 dalla Nikto e dalla Epic Records.

## Tracce
1. 15.000 Umbrellas (1^ parte) – 5:26
2. 15.000 Umbrellas (2^ parte) – 6:15
3. Liquiescenza – 2:12
4. Wedding Day – 4:33
5. Chernobyl 7991 – 5:11
6. Fall Down – 3:48
7. Il faut marteler – 4:34
8. Efstratios – 5:30
9. Mbira & orizzonti – 5:30
10. Colchide – 3:08
11. Deriva (sogni sognati vendesi) – 6:35
12. Sedimentazioni – 6:09

## Formazione
- Giulio Capiozzo – batteria
- Patrizio Fariselli – tastiera
- Paolino Dalla Porta – contrabbasso

Altri musicisti
- John Clark – corno francese (traccia 1)
- Pietro Condorelli – chitarra elettrica (tracce 4 e 9)
- Gigi Cifarelli – chitarra (traccia 5)
- Marino Paire – voce (traccia 6)
- Stefano Bedetti – sassofono (traccia 9)